# Szczuczyn
Szczuczyn è un comune urbano-rurale polacco del distretto di Grajewo, nel voivodato della Podlachia.
Ricopre una superficie di 115,72 km² e nel 2004 contava 6 717 abitanti.